# Thomas Ahrens
Thomas Ahrens (ur. 27 maja 1948 w Mölln) – niemiecki wioślarz (sternik) reprezentujący RFN, srebrny medalista olimpijski.

## Kariera
Wystąpił na igrzyskach olimpijskich w Tokio w 1964, gdzie Wspólna Reprezentacja Niemiec w składzie: Klaus Aeffke, Klaus Bittner, Karl-Heinrich von Groddeck, Hans-Jürgen Wallbrecht, Klaus Behrens, Jürgen Schröder, Jürgen Plagemann, Horst Meyer i Thomas Ahrens zdobyła srebrny medal w ósemkach. W wyścigu finałowym o 5,06 sekundy przegrali z osadą USA, a o 1,82 sekundy wyprzedzili osadę Czechosłowacji. Był to jego jedyny start olimpijski.
W tej samej konkurencji zdobył złoty medal na mistrzostwach świata w Lucernie w 1962. 
Ponadto zwyciężał w ósemkach na mistrzostwach Europy w Kopenhadze (1963) i mistrzostwach Europy w Amsterdamie(1964).
Czterokrotnie zdobywał mistrzostwo kraju: w ósemkach w latach 1962-1965. W 1963 został odznaczony Srebrnym Liściem Laurowym, najwyższym sportowym odznaczeniem państwowym.